# Воробьёв, Григорий Александрович Шемет
Григо́рий Алекса́ндрович Шеме́т Воробьёв (ок. 1490 — ?) — приказной деятель, боярин, посол и дьяк великого князя Василия III и первого русского царя Ивана IV Грозного.

## Историческая справка
Из древнего московского боярского рода Воробьёвых.
Свою карьеру при дворе великого князя Василия III начал в 1514 году подьячим. 28 августа и 20 сентября 1517 г. Шемет Воробьёв был приставом у прусского посла Мельхиора Рабенстена. В том же году в составе русского посольства участвовал в ратификации договора с Тевтонским орденом. В январе 1526 года по приказу Василия III был назначен в караул у лестницы Западных палат великокняжеского дворца Московского Кремля на время бракосочетания великого князя с Еленой Глинской. В 1529 году — участник посольства в Молдавию. Исполнял отдельные ответственные поручения Василия III. С марта 1532 года — дьяк великого князя.
После смерти Василия III являлся дьяком царя Ивана IV Грозного. Продолжал работать на дипломатической службе: посол Ивана IV Грозного в Волохи, куда неоднократно выезжал по поручению царя. В марте 1542 года дьяк при встрече литовских послов. 17 марта 1532 г. и 6 марта 1542 г. Шемет Воробьёв участвовал в церемониях встреч во время аудиенций в Грановитой палате Московского Кремля, данных Василием III и Иваном IV Грозным по дипломатическому протоколу литовским послам. В те же дни на дипломатических обедах сидел за царской трапезой напротив послов, а после обедов потчевал снедью с царского стола дипломатов на их подворье.
Одновременно с дипломатической службой, как при Василии III, выполнял отдельные поручения и Ивана IV Грозного: его подпись стоит на меновой грамоте 1541 года, жалованной Павло-Обнорскому монастырю по приказу царя.
Имел двух братьев также дьяков святителя митрополита Макария — Воробьёва Василия Александровича и Воробьёва Симеона Александровича. Сын Григория Александровича Шемета Воробьёва — Дионисий Шеметович — в 1550 году был включён царём Иваном IV Грозным в число избранной тысячи дворян как московский сын боярский.
Воробьёву Григорию Александровичу Шемету принадлежали вотчины в Московском и Рязанском уездах (см. например Шеметово), поместья Никольское, Гаврилово, Коршаново, Тимоново-Губачево в Костромском уезде.

## Потомки Шемета Воробьёва
Потомки рода Григория Александровича Шемета Воробьёва, внесённые в синодик Чудова монастыря Московского Кремля о упокоении на вечное поминовение:
Род Шеметов Воробьев [610]
 
Дементиана, Кирилла, инока Афонасия, инока Зосиму, иноку Ксению, инока Савелия, Афонасия, Фотинию, Симеона, Иоанна, Никиту, Михаила, Афонасия, Андрея, Пелагию, Герасима, Ирину, Матфея, Наталию, Татияну, Евфимию, Наталию, Петра, Иоанна, Иоанна, Марию, Мавру, Марию, Соломонию, Евдокию, Пахомия, Евдокию, Александру, Ники (Л. 174) фора, Козму, Феогнию, Терентия, Иоанна, Вассу, Григория, Ирину, инока Иакима, Татиану, Андреяна, инока Симеона, Василия, Евдокею младенца, Феодора младенца, инока Герасима.
А. И. Алексеев. Синодик Чудова монастыря в Московском Кремле. Москва, ЦНЦ «Православная энциклопедия», 2019, стр.104.

## Комментарии
1. ↑  Далее даты 1542 года открытой информации в доступе нет.
2. ↑  Прим. Иногда дьяка Григория Шемета Воробьёва идентифицируют как Шемета Мотякина (у них одинаковое имя — Григорий и прозвище — Шемет), однако это две разные исторические личности; последний никогда дьяком не был. — См. Указатель личных имён Полного собрания русских летописей: Т. 29. Летописец начала царства царя и великого князя Ивана Васильевича. Александро-Невская летопись. Лебедевская летопись[2]. — С. 364 (Шемет Мотякин), 369 (Шемет Воробьёв Григорий Александров, дьяк). В связи с чем никакого отношения к роду Мотякиных дьяк Григорий Александрович Шемет Воробьёв, как и все его братья — дьяки, не имеет; они древнего московского боярского рода Воробьёвых.
3. ↑  Прим. Григорий Мотякин был казнён опричниками Ивана Грозного под фамилией Мотякин, а не Воробьёв; кроме того, рядом с его именем не стоит — дьяк, а у других казнённых, кто им являлся, стоит: дьяк или подьячий[3]. К тому же, действовали Шемет Воробьёв и Шемет Мотякин на разных направлениях дипломатической службы: Шемет Воробьёв — на западном и юго-западном направлении (волошане, литовцы, Тевтонский орден — он входил в посольство по ратификации договора), а Шемет Мотякин — на восточном и юго-восточном (татары, ногайцы)[4].
4. ↑  Чтобы за границей секретные документы не попали в руки врагов, великий князь Василий III с гонцом приказывает послу К. Т. Замытскому зашить их в свою одежду, а также в одежду подьячего Шемета Воробьёва[8].
5. ↑  Литовские послы времён правления Василия III — Иван Богданович Сапегин, Матвей Войтехович Клочков и Павел Нуршев; времён правления Ивана IV Грозного — Ян Юрьевич, Никодим Янович Теконовский и Никита Ондрюшев.
6. ↑  В 1542 году по заказу владычного боярина Симеона Александровича в Новгороде была изготовлена шитая хоругвь с изображением святой Софии Премудрости Божией и пелена с изображением Боголюбской Богоматери[19][20].